# Illubabor (Provinz)
Illubabor (ኢሉባቦር, von Oromo Illuu Baaboor) war eine Provinz im Südwesten Äthiopiens, an der Grenze zum Sudan.

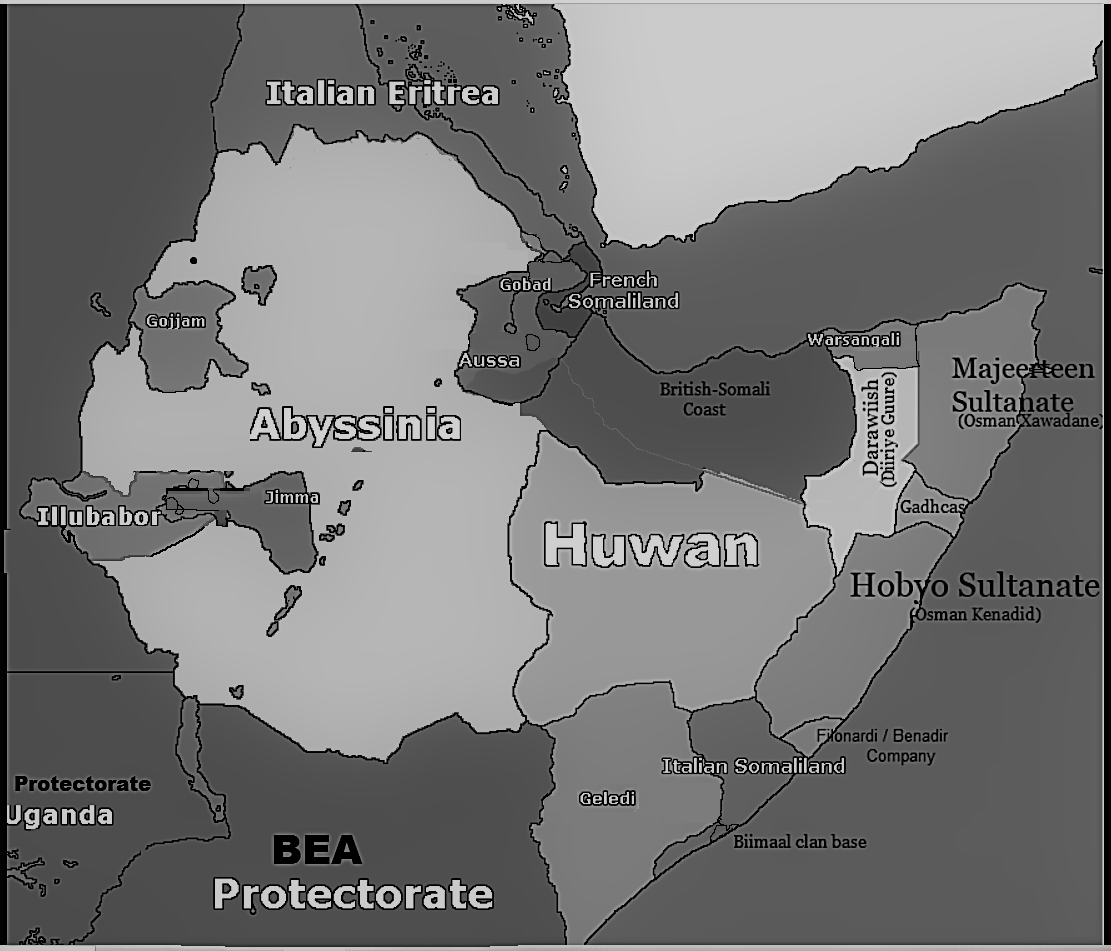

Der Name Illubabor soll von den beiden Oromo-Wörtern „Illu“ und „Abba Bor“ herleiten. „Illu“ ist der Name eines Clans und „Abba Bor“ war der Pferdename von Chali Shone, dem Gründer der Herrschaftsfamilie der Region, als diese von Shewa erobert wurde. Demnach bedeutet „IlluAbabor“ die Illu, die zu Ababor gehören.
Die Provinz wurde Ende des 19. Jahrhunderts nach der Eroberung und Eingliederung des Gebietes in das Kaiserreich Abessinien gegründet. Ihre Hauptstadt war bis 1978 Gore, danach wurde Metu neue Hauptstadt. Neben Gebieten im südlichen Hochland, die das Kerngebiet der Provinz bildeten, umfasste Illubabor auch Gambela, das geographisch zur sudanesischen Tiefebene gehört. Gambela wurde 1987 als eigene Provinz von Illubabor abgetrennt. Der Osten von Illubabor gehört zum historischen Gibe-Gebiet.
Mit der Reform der Verwaltungsgliederung Äthiopiens nach 1991 wurde das Gebiet von Illubabor auf die ethnisch definierten Regionen Oromia, Gambela und die Region der südlichen Nationen, Nationalitäten und Völker aufgeteilt.
Eine Zone der Region Oromia trägt weiterhin den Namen Illubabor-Zone.